# Harold Hotelling
Harold Hotelling (ur. 29 września 1895, zm. 26 grudnia 1973) – amerykański statystyk i ekonomista.
W statystyce zdefiniował rozkład Hotellinga będący uogólnieniem rozkładu Studenta, na której oparty jest test T-kwadrat Hotellinga. Od jego nazwiska pochodzi nazwa testu statystycznego wykorzystywanego w statystyce wielowymiarowej znanego jako ślad Hotellinga-Lawleya.
W mikroekonomii skonstruował model konkurencji pomiędzy producentami zróżnicowanych produktów znany współcześnie jako model Hotellinga.
W ekonomii zasobów naturalnych zaproponował stosowaną do dzisiaj zasadę Hotellinga, opisującą eksploatację surowców nieodnawialnych przez racjonalnych aktorów.